# Saint-Bonnet-les-Oules
Saint-Bonnet-les-Oules település Franciaországban, Loire megyében. Lakosainak száma 1817 fő (2022. január 1.). Saint-Bonnet-les-Oules Saint-Héand, Veauche, Andrézieux-Bouthéon, Aveizieux, Chambœuf és La Fouillouse községekkel határos.

## Népesség
A település népessége az elmúlt években az alábbi módon változott:
| Lakosok száma | 416  | 889  | 982  | 1425 | 1553 | 1585 | 1638 | 1669 | 1718 | 1817 |
|               | 1968 | 1982 | 1990 | 2006 | 2013 | 2015 | 2017 | 2019 | 2020 | 2022 |